# Nicolas Léonard Sadi Carnot
Nicolas Léonard Sadi Carnot (ur. 1 czerwca 1796 w Paryżu, zm. 24 sierpnia 1832, tamże) – francuski uczony: inżynier militarny, fizyk i matematyk, członek wpływowego rodu Carnot uczonych wojskowych.
N.L.S. Carnot jest znany głównie jako wybitny termodynamik – autor teorii silników cieplnych, w tym cyklu idealnego silnika cieplnego, zwanego cyklem Carnota. Zwolennik teorii cieplika, któremu czasem przypisuje się najwcześniejsze sformułowanie drugiej zasady termodynamiki.

## Życiorys
Syn Lazare Nicolasa, brat Hipolita Carnota. 
Wykazał, że praca wykonana przez maszynę parową jest wprost proporcjonalna do ilości ciepła, jaka przepływa z kotła do kondensatora i że ciepło jest w stanie wykonać pracę tylko przy przejściu z ciała cieplejszego do zimniejszego. Jest to tzw. cykl Carnota, które wraz z ograniczeniem Clausiusa stanowi drugą zasadę mechanicznej teorii ciepła, zwanej drugą zasadą termodynamiki. W notatkach, ogłoszonych tuż po śmierci autora, Carnot wygłasza zasadę równoważności ciepła i pracy.
Za życia wsławił się jedyną ogłoszoną rozprawą o Sile poruszającej ognia (1824). Zmarł w wieku 36 lat na cholerę.